# Râul Vranița, Cusuiuș
Râul Vranița sau Râul Valea Cuțitelor sau Râul Valea Cutiilor este un curs de apă, afluent al râului Cusuiuș. 

## Hărți
- Harta munții Codru Moma  Arhivat în 9 iunie 2008, la Wayback Machine.
- Harta munții Apuseni